# Ignacy Feliks Dobrzyński
Ignacy Feliks Dobrzyński (Yitomir, Volinia, 15 de febrero de 1807 - Varsovia, Polonia del Congreso, 9 de octubre de 1867) fue un pianista y compositor polaco.

## Biografía
Dobrzyński nació en Romanow, Volinia, el 15 de febrero de 1807, aunque de pequeño se mudó a Yitomir (en la actualidad parte de Ucrania). Continuó sus estudios en Vínnitsa, donde se graduó de la Gimnazjum Podolskie (Gimnasio Podolia).
A partir de 1825 estudió en Varsovia junto a Józef Ksawery Elsner, en un primer momento de forma privada, y luego entre 1826 y 1828 en el Conservatorio de Varsovia, donde fue compañero de clase de Frédéric Chopin.
En 1835, ganó el segundo premio en un concurso de composición para su Sinfonía n.º 2 en do menor, Op. 15. Esta sinfonía más tarde se llamó "Sinfonía en el espíritu característico de la música polaca" y fue dirigida por Felix Mendelssohn. En 1845 Dobrzyński realizó una gira por Alemania como solista y también llevó a cabo varias óperas y conciertos.
En 1857 fundó la Orkiestra Polska Ignacego Feliksa Dobrzyńskiego, en la cual se encontraban los miembros más prestigiosos del Gran Teatro Wielki de Varsovia. También fue uno de los cofundadores del Instituto de Música de Varsovia y se convirtió en un miembro de la Sociedad de Música de Lviv.
Ignacy Feliks Dobrzyński falleció en Varsovia el 9 de octubre de 1867 a la edad de sesenta años.